# Arkeobotanik
Arkeobotanik är studiet av växtrester knutna till arkeologiska lämningar, varigenom information om till exempel odling, matkultur, medicin och foderhantering inom forna kulturer kan erhållas. Oftast studeras rester av fröer/frukter (förkolnade eller bevarade i subfossilt tillstånd), men även studier av andra växtdelar (till exempel pollen, ved, rötter eller fibrer) förekommer. Synonymt med arkeobotanik används ibland termen paleoetnobotanik. Arkeobotaniken kan också beskrivas som en gren av ämnena vegetationshistoria och paleoekologi.